# ElyOtto
Эллиотт Ферроус-Мартин Платт (англ. Elliott Ferrous-Martin Platt, род. 24 февраля 2004, Калгари, Альберта, Канада), более известный как ElyOtto («ЭлиÓтто») — канадский музыкант, ставший известным благодаря своей песне «SugarCrash!», которая стала вирусной в TikTok в конце 2020 — начале 2021 года. Является основателем лейбла Otto Dynamite.

## Ранний период жизни
Эллиот Платт родился в 2004 году у отца по имени Майк (коллега-музыкант) и матери Наташи Сэйер (учитель и музыкант).

## Карьера
Эллиот начал выпускать оригинальные песни и ремиксы на SoundCloud в 2019 году. Его первый коммерческий сингл «SugarCrash!» был выпущен 25 августа 2020 года. Он последовал за этим со своими синглами "Let Go :(" и «Teeth!», выпущенные 20 сентября и 14 ноября последовательно.
«SugarCrash!» приобрел популярность в TikTok в конце 2020-начале 2021 года и дебютировал под номером 30 в чарте Billboard Hot Rock & Alternative Songs за выпуск от 27 февраля 2021 года. Песня стала вирусной после того, как пользователь Ник Лучиано загрузил видео с песней 23 февраля 2021 года. Вскоре видео стало четвёртым по популярности в TikTok за всё время, составив 34,8 миллиона лайков по состоянию на 10 марта 2021 года. После этого песня переместилась на 15 место в чарте песен Hot Rock & Alternative, а на следующей неделе достигла 11 места. Согласно выпуску от 13 марта 2021 года, «SugarCrash!» дебютировал в Billboard Global 200 под номером 139. В марте 2021 года ElyOtto подписал контракт с RCA Records и открыл подлейбл Otto Dynamite Ltd. Spin назвал ElyOtto «лицом гиперпопа» в апреле 2021 года. 23 апреля 2021 года был выпущен ремикс на «SugarCrash!» с участием Ким Петрас и Curtis Waters.
5 мая 2021 года вышел официальный видеоклип на песню «SugarCrash!».

## Личная жизнь
Платт — трансгендерный мужчина.

## Дискография

### Синглы

#### В качестве ведущего исполнителя
| Год  | Название                                         | Чарты                | Чарты                    | Чарты                           | Чарты                                    | Чарты                  | Чарты            | Примечания                    |
| Год  | Название                                         | Мир                  | США                      | США                             | США                                      | Великобритания         | Великобритания   | Примечания                    |
| Год  | Название                                         | Billboard Global 200 | Billboard Hot Rock Songs | Billboard Hot Alternative Songs | Billboard Bubbling Under Hot 100 Singles | UK Independent Singles | UK Singles Chart | Примечания                    |
| ---- | ------------------------------------------------ | -------------------- | ------------------------ | ------------------------------- | ---------------------------------------- | ---------------------- | ---------------- | ----------------------------- |
| 2020 | «SugarCrash!»                                    | 139                  | 11                       | 10                              | 23                                       | 11                     | 59               | цифровой сингл, 25 авг. 2020  |
| 2020 | "Let Go :("                                      | ―                    | ―                        | ―                               | ―                                        | ―                      | ―                | цифровой сингл, 20 сен. 2020  |
| 2020 | «Teeth»                                          | ―                    | ―                        | ―                               | ―                                        | ―                      | ―                | цифровой сингл, 14 нояб. 2020 |
| 2021 | «SugarCrash! (Kim Petras & Curtis Waters Remix)» | ―                    | ―                        | ―                               | ―                                        | ―                      | ―                | цифровой сингл, 23 апр. 2021  |

#### В качестве приглашённого исполнителя
| Год  | Название                                                        | Альбом              |
| ---- | --------------------------------------------------------------- | ------------------- |
| 2020 | «Dread» (Jaddex при участии ElyOtto)                            | Внеальбомные синглы |
| 2020 | «Purple Guy Emoji» (Slop Culture при участии ElyOtto и lilcenz) | Внеальбомные синглы |
| 2021 | «Glisten.» (Holden Kane при участии ElyOtto и COPE)             | Внеальбомные синглы |
| 2021 | «Luv Me Better» (D-frank Africa при участии ElyOtto)            | Внеальбомные синглы |

## Видеография
| Год  | Название                                       |
| ---- | ---------------------------------------------- |
| 2021 | SugarCrash! (Kim Petras & Curtis Waters Remix) |
| 2021 | SugarCrash!                                    |